# Saif bin Sultan
Saif bin Sultan (arabe : سيف بن سلطان) est le quatrième Imam de la dynastie yarubide d'Oman, membre de la secte ibadite. Il règne de 1692 à 1711, période durant laquelle la présence omanaise s'est solidement établie sur la côte est-africaine.

## Enfance
Saif bin Sultan était le fils du deuxième Imam yarubide, Sultan bin Saif. À la mort de son père, son frère Bil'arab bin Sultan devient Imam en 1679. Plus tard, Saif bin Sultan se brouille avec son frère, renforce ses troupes et assiège Bil'arab à Jabrin. Après la mort de Bil'arab là-bas en 1692/93, Saif bin Sultan devient Imam.

## Imam

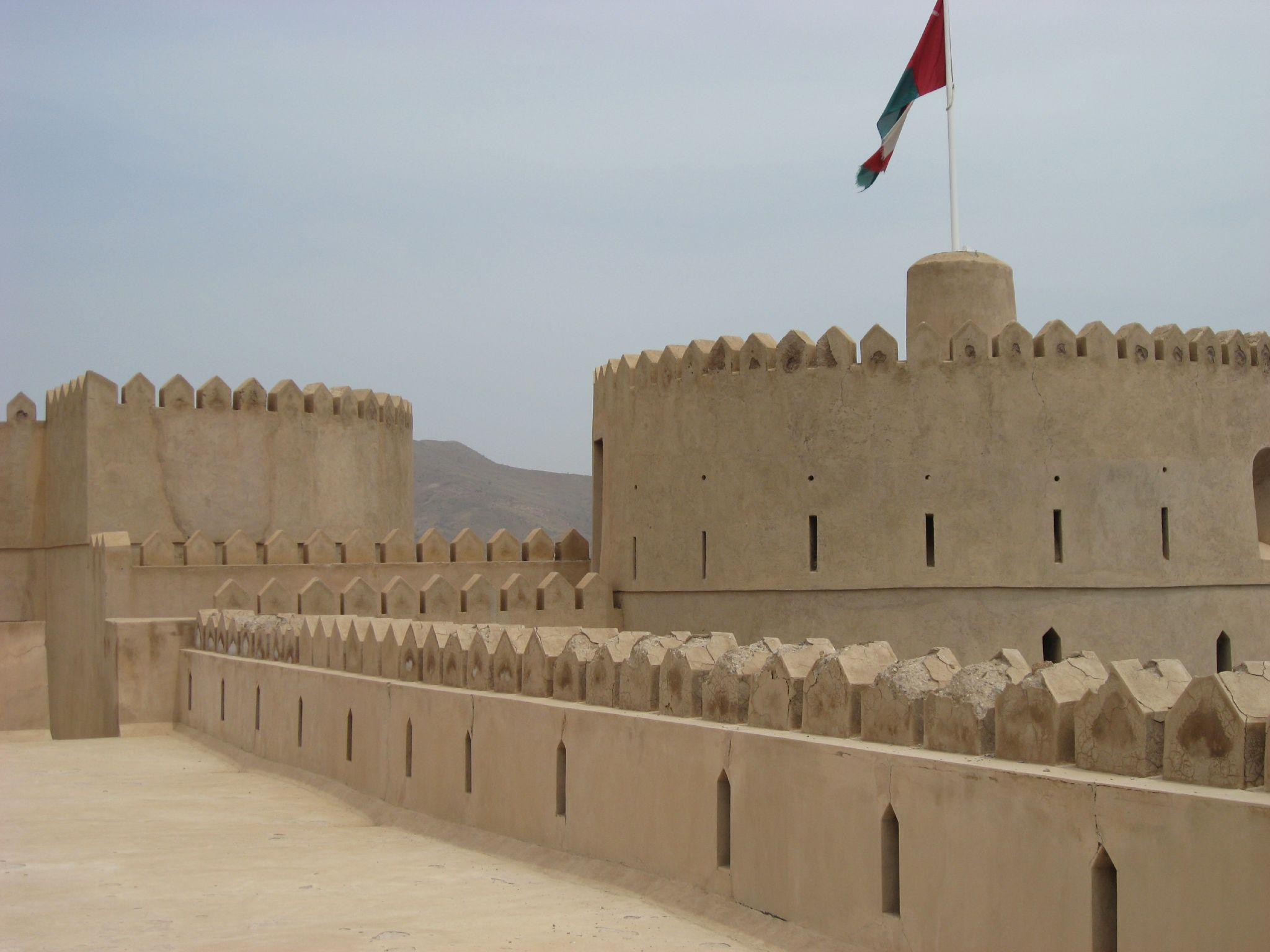
Le château de Rustaq

Saif bin Sultan investit dans l'amélioration de l'agriculture, construisant des falaj dans de nombreuses régions intérieures pour fournir de l'eau et plantant des palmiers dattiers dans la région d'Al Batinah pour encourager les Arabes à quitter l'intérieur et à s'installer le long de la côte. Il construisit de nouvelles écoles. Il fit du château de Rustaq sa résidence, ajoutant la tour à vent Burj al Riah.
Saif bin Sultan poursuivit la lutte contre les Portugais sur la côte est-africaine. En 1696, ses forces attaquèrent Mombasa, assiégeant 2 500 personnes qui s'étaient réfugiées dans le Fort Jésus. Le siège du Fort Jésus se termina après 33 mois lorsque les treize survivants de la famine et de la variole se rendirent. Peu après, les Omanis prirent l'île de Pemba, Kilwa et Zanzibar.
L'expansion du pouvoir omanais comprenait le premier établissement à grande échelle de Zanzibar par des migrants omanais. Saif bin Sultan nomma des gouverneurs arabes dans les cités-États de la côte avant de retourner à Oman. Par la suite, beaucoup d'entre eux tombèrent sous le contrôle de Muhammed bin Uthman al-Mazrui, gouverneur de Mombasa, et de ses descendants, les Mazrui, qui ne faisaient qu'une reconnaissance nominale de la suzeraineté d'Oman. Saif bin Sultan encouragea également la piraterie contre le commerce maritime de l'Inde, de la Perse et même de l'Europe.

## Décès et héritage
Saif bin Sultan mourut le 4 octobre 1711. Il fut enterré dans le château de Rustaq dans un magnifique tombeau, détruit par la suite par un général wahhabite. À sa mort, il possédait une grande richesse, qui aurait inclus 28 navires, 700 esclaves mâles et un tiers des palmiers dattiers d'Oman. Il fut remplacé par son fils Sultan bin Saif II. Saif bin Sultan reçut le titre de "lien de la Terre" ou "chaîne de la Terre" pour les bienfaits qu'il avait apportés au peuple omanais,. Selon Samuel Barrett Miles,

« L'imam Saif bin Sultan était le plus grand des princes Yaareba, et à aucun moment avant ou après son règne, Oman n'a été aussi renommé, puissant ou prospère que sous sa direction. L'ambition et l'amour de la gloire, combinés à un désir de richesse, étaient ses passions dominantes, et dans la quête de ces objectifs, il était aussi sans scrupules et inflexible qu'il était capable et énergique. ... Les historiens locaux parlent peu de troubles internes et de guerres durant son règne ; nous pouvons donc en déduire que l'imam avait l'habileté et le tact pour détourner les esprits les plus agités et ambitieux des querelles, jalousies et dissensions tribales en les employant dans des expéditions pirates et autres, et en les encourageant à tenter leurs opérations commerciales dans des régions lointaines, car il ne fait aucun doute que sous son auspice, le commerce d'Oman s'est considérablement étendu et développé. »

### Sources
- Sanderson Beck, Middle East & Africa to 1875, 2004 (lire en ligne), « East Africa, Portuguese, and Arabs »
- Mandana Limbert, In the Time of Oil: Piety, Memory, and Social Life in an Omani Town, Stanford University Press, 7 juin 2010 (ISBN 978-0-8047-7460-4, lire en ligne)
- Samuel Barrett Miles, The Countries and Tribes of the Persian Gulf, Garnet & Ithaca Press, 1919 (ISBN 978-1-873938-56-0, lire en ligne)
- Norman N. Miller, Kenya: The Quest for Prosperity, Westview Press, 1994 (ISBN 978-0-8133-8202-9, lire en ligne ), 9
- Peter J. Ochs, Maverick Guide to Oman, Pelican Publishing, 1er novembre 1999 (ISBN 978-1-4556-0865-2, lire en ligne)
- Sergey Plekhanov, A Reformer on the Throne: Sultan Qaboos Bin Said Al Said, Trident Press Ltd, 2004 (ISBN 978-1-900724-70-8, lire en ligne), 49
- Gavin Thomas, The Rough Guide to Oman, Penguin, 1er novembre 2011 (ISBN 978-1-4053-8935-8, lire en ligne)